# 연 혜후
연 혜후 (燕 惠侯, 생년미상 - 기원전 827년)는 중국 서주 연나라의 국군이다. 《사기》에서 연 혜후 이전의 국군은 전혀 기록되어 있지 않다.
기원전 865년 초에 국군에 올랐다. 연 혜후 24년 (기원전 841년), 주 여왕은 체(彘) (현재의 산서성 훠저우시 동북쪽)로 도망쳤고, 주 정공과 소 목공이 함께 집권하여, 공화라 불렀다. 연 혜후 38년 (주 선왕 원년, 기원전 827년), 혜후가 사망했다. 아들 연 희후에게 작위가 물려졌다.